# Candeina
Candeina es un género de foraminífero planctónico de la subfamilia Candeininae, de la familia Candeinidae, de la superfamilia Globorotalioidea, del suborden Globigerinina y del orden Globigerinida. Su especie tipo es Candeina nitida. Su rango cronoestratigráfico abarca desde el Messiniense (Mioceno superior) hasta la Actualidad.

## Descripción
Candeina incluía especies con conchas trocoespiraladas, subcónicas y globigeriniformes, de trocospira muy alta, llegando a tener un estadio final triseriado; sus cámaras eran subesféricas a reniformes, creciendo en tamaño de manera rápida; sus suturas intercamerales eran incididas y rectas o curvadas; su contorno ecuatorial era subtriangular, y lobulado; su periferia era redondeada; su ombligo era estrecho y somero; en el estadio inicial, su abertura principal era interiomarginal, umbilical (intraumbilical); el estadio adulto, presentaba diminutas aberturas secundarias suturales, de forma redondeada y rodeadas de un estrecho labio, y situadas en las suturas de ambos lados, el espiral y el umbilical; presentaban pared calcítica hialina radial, finamente perforada con diminutos poros cilíndricos, y superficie lisa y granulada.

## Ecología y Paleoecología
Candeina incluye foraminíferos con un modo de vida planctónico, de distribución latitudinal cosmopolita, preferentemente tropical-subtropical, y habitantes pelágicos de aguas intermedias e profundas (medio mesopelágico a batipelágico superior, en la termoclina).

## Clasificación
Candeina incluye a la siguiente especie:
- Candeina nitida
  - Candeina nitida praenitida

Otras especies consideradas en Candeina son:
- Candeina antarctica
- Candeina biloba
- Candeina cecionii
- Candeina triloba
- Candeina zeocenica